# Yeşiltepe, Tarsus
Yeşiltepe là một xã thuộc huyện Tarsus, tỉnh Mersin, Thổ Nhĩ Kỳ. Dân số thời điểm năm 2011 là 2.327 người.